# Zeliha Ağrıs
Zeliha Ağrıs (* 20. April 1998) ist eine türkische Taekwondoin. Sie startet in der Gewichtsklasse bis 53 Kilogramm.

## Karriere
Ağrıs feierte 2016 ihre ersten internationalen Erfolge. So gewann sie unter anderem die Bronzemedaille bei den Europameisterschaften 2016 in Montreux. Im Jahr darauf wurde sie in Muju Weltmeisterin, nachdem sie im Finale Tatjana Kudaschowa mit 11:8 besiegt hatte.